# Place des Cinq-Martyrs-du-Lycée-Buffon
La place des Cinq-Martyrs-du-Lycée-Buffon est une place des 14e et 15e arrondissements de Paris.

## Situation et accès

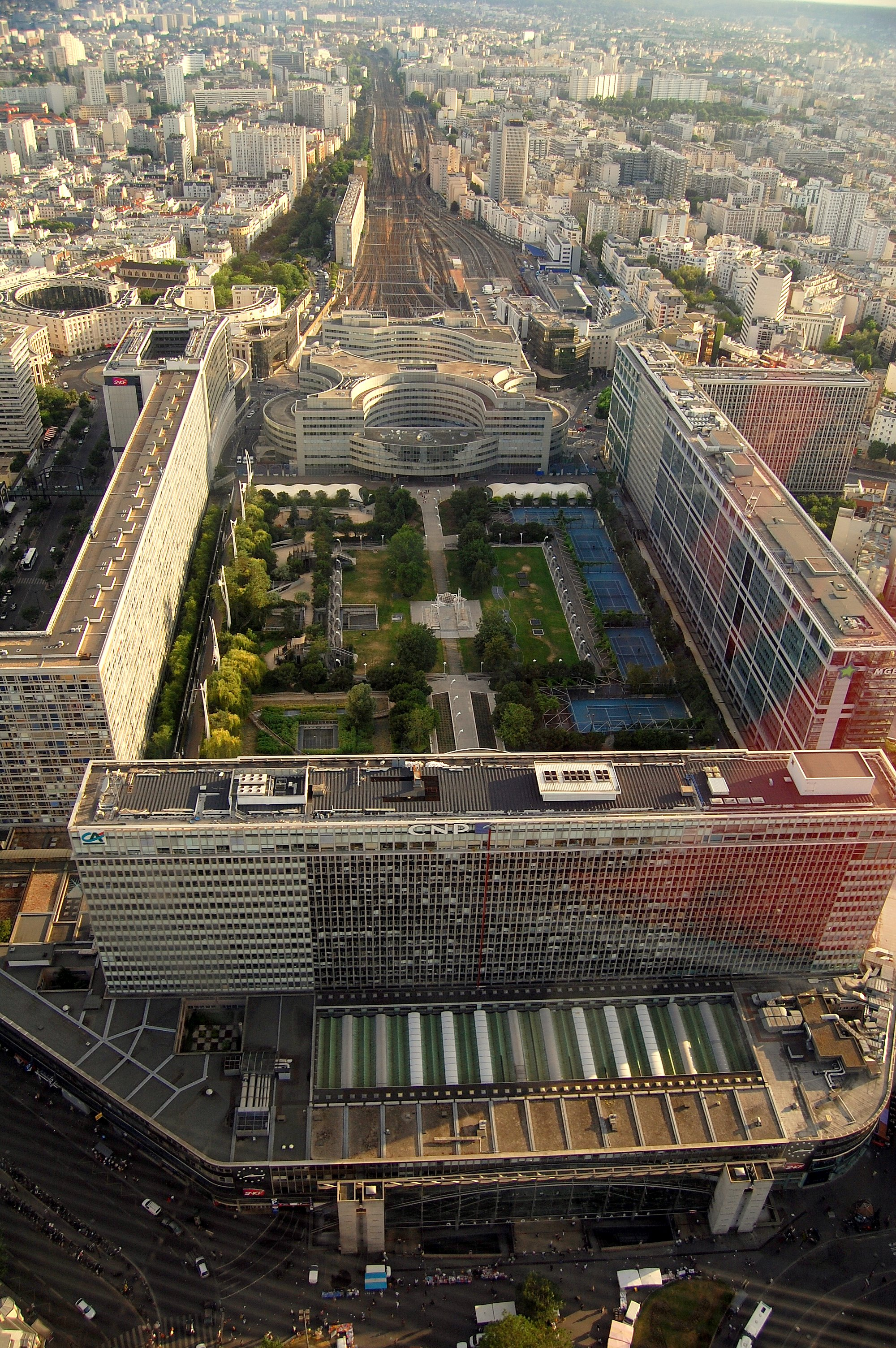
Place des Cinq-Martyrs-du-Lycée-Buffon et couverture des voies de la gare Montparnasse, vues depuis la tour Montparnasse.

Située à l'extrémité du boulevard Pasteur, la place est à cheval entre le 14e et le 15e arrondissement de Paris.
La place enjambe les lignes des voies ferrées de la gare Montparnasse et relie la rue du Château située dans le 14e arrondissement au boulevard Pasteur situé dans le 15e.

## Origine du nom
En mémoire des cinq martyrs du lycée Buffon, jeunes étudiants résistants fusillés par les Allemands au stand de tir de Balard, à Paris (15e), le 8 février 1943, durant la Seconde Guerre mondiale :
- Jean-Marie Arthus (né le 2 avril 1925 à Lausanne, Suisse) ;
- Jacques Baudry (né le 7 avril 1922) ;
- Pierre Benoît (né le 7 mars 1925 à Nantua) ;
- Pierre Grelot (né le 16 avril 1923) ;
- Lucien Legros (né le 11 juin 1924).

## Historique
Initialement appelée « Pont-du-Château », elle devient le 10 juin 1958 le « pont des Cinq-Martyrs-du-Lycée-Buffon » en commémoration pour les jeunes étudiants résistants fusillés.
Dans les années 1990, le pont qui surplombait les voies ferrées a été modifié dans le cadre d'un projet d'urbanisme, intitulé « L'Atlantique Montparnasse » et confié en 1986 à l'architecte Jean Willerval. Ce projet a permis d'intégrer un complexe de bâtiments, parcs de stationnement et prolongement de la gare TGV par une gare souterraine. Sa forme circulaire reprend celle de la place de Catalogne mitoyenne. Après la mise en œuvre du projet, la voie prend le nom de « place des Cinq-Martyrs-du-Lycée-Buffon » par arrêté municipal du 30 novembre 1992.
En 2017, à la suite des propositions effectuées sur la plateforme participative idées.paris, un projet de végétalisation non valide est proposé auprès de la Mairie de Paris. En 2019, la société Covéa Immobilier effectue un réaménagement du parvis en rendant hommage aux « Cinq Martyrs du lycée Buffon » en disposant cinq arbres entourés de blocs de granit accompagnés de notices explicatives et en valorisant les lieux par un jeu d'éclairage réalisé par l'artiste Fred Sapey-Triomphe.

## Bâtiments remarquables et lieux de mémoire
Liste non exhaustive des dénominations présentes :
- Au nord : entrée de la gare Montparnasse 2 (gare TGV Paris-Montparnasse) ;
- Une entrée sur le jardin Atlantique couvrant les voies ferrées de la gare ;
- De part et d'autre : immeubles de bureaux ;
- No 5 : entre 2006 et 2007, siège de la direction de la Population et des Migrations[7].
- No 11 : Direction générale de la cohésion sociale (DGCS)[8],[9],[10].